# Michelle Montmoulineix
Michelle Montmoulineix, née à Paris, est une autrice de livres pour la jeunesse française, écrivant principalement sur la nature et l'écologie.

## Biographie

### Carrière littéraire
En 2017 est publié Baleine rouge, qui, selon Michel Abescat, dans son avis critique de Télérama, est un « ambitieux roman aux accents écologiques et philosophiques. » Le livre raconte l'histoire de Delphine. En vacances au bord de la mer, la jeune fille apprend l'existence d’un mousse qui, un siècle auparavant, aurait eu un lien fort avec une baleine bleue. Le roman fait partie de la première sélection du festival du livre jeunesse de Montreuil.
Son roman pour ados Le Temps des ogres, publié en 2023, est selon l'avis de Télérama « une saisissante dystopie dans une vallée où la pluie ne tombe plus. [...] Michelle Montmoulineix signe un roman apocalyptique d’une frappante beauté. ». Le livre raconte l'histoire de jeunes orphelins, et notamment de l'héroïne, Victoire, dans un monde en proie à la sécheresse où les enfants ne savent plus parler et les adultes sont nostalgiques et violents. Le roman est sélectionné pour le festival du livre jeunesse de Montreuil,. En 2025, la compagnie des Tardigrades réalise une adaptation théâtrale et immersive de Le Temps des Ogres. Le spectateur est allongé dans un fauteuil avec un casque haute définition sur les oreilles. 
Parallèlement, elle écrit parfois des articles de journaux. 

### Vie privée
Michelle Montmoulineix vit dans la Brenne depuis la fin des années 1990,.

## Publications
- Le noyau de Pierre, illustrations de Christophe Blain, Albin Michel jeunesse, 1995
- Le roi de la rivière, illustrations de Christian Heinrich, Albin Michel, 2000
- Polaroïds, Éditions la Bouinotte, 2013
- Les bestioles, illustrée par Mélanie Allag, Bayard jeunesse, 2013
- Baleine rouge[1], Hélium, 2017
- Le temps des ogres[4], Hélium, 2023